# コンマゲネ

紀元前1世紀半ばの小アジア

コンマゲネ（ギリシア語: Kομμαγηνή, アルメニア語: Կոմմագենէ）は、現在のトルコ共和国の南東部、シリアとの国境沿いの古代アルメニアの地名である。一時期は「コンマゲネ王国」として独立し、首都をユーフラテス川沿いのサモサタ（en）に置き、現在でも繁栄の跡をネムルト山にある「ネムルト・ダウ遺跡」として見ることが出来る。

## 概略

### 前史
コンマゲネが最初に文献に登場するのはアッシリアのものであり「Kummuhu」と記されている。紀元前708年、コンマゲネはアッシリアのサルゴン2世の勢力下に置かれ、以降はアッシリアの同盟国の地位を保っていた。紀元前6世紀にアッシリアが滅亡するとメディア、そしてメディアを滅ぼしたアケメネス朝ペルシアの支配下に入った。紀元前4世紀後半にアレクサンドロス3世によってアケメネス朝が倒され、帝国がディアドコイ戦争によってヘレニズム諸国へ分裂すると、コンマゲネはヘレニズム諸国の一つであるセレウコス朝の州へと移行した。コンマゲネは北をカッパドキア、西をキリキアに面しており、セレウコス朝にとっても重要な地位を占める州であった。

### コンマゲネ王国
紀元前162年、セレウコス朝のコンマゲネを統治するサトラップであったプトレマエウスはセレウコス朝の弱体化を感じ、パルティアを後ろ盾として独立を宣言した。
プトレマエウスの後継となったミトリダテス1世テオスは、ヘレニズム文化を取り入れると共にセレウコス朝の王女ラオディケ（en）を妻に迎え入れた。ミトリダテス1世はヘレニズムとペルシアの2つの文化を承継していると呼称した。また、これによってセレウコス朝との繋がりを強めることともなった。
ミトリダテス1世とラオディケの息子アンティオコス1世がミトリダテス1世の後継者として王位に即位したが、ポントス王ミトリダテス6世やアルメニア王国のティグラネス2世らがアナトリア周辺への勢力拡大を図る多難な時期であった。アンティオコス1世はミトリダテス6世討伐の為に共和政ローマが派遣した将軍グナエウス・ポンペイウスと同盟を結んで、ポントスやアルメニア、パルティア等から自らの国を守り抜き、ローマの半属国となったが独立自体は維持した。また、アンティオコス1世はゾロアスター教を信奉したと伝わっている。

### 王国の終焉、ローマ帝国へ編入

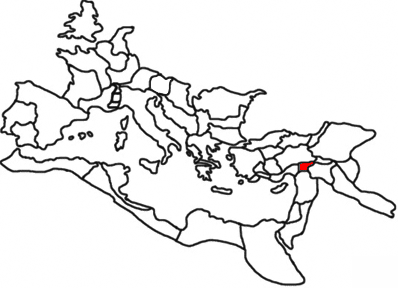
ローマ帝国時代のコンマゲネ

17年にアンティオコス3世が死去した際に、ローマ皇帝ティベリウスによってコンマゲネはシリア属州へ編入されたが、ティベリウスの後継皇帝となったカリグラが38年にコンマゲネ王国を復活させて、アンティオコス3世の息子アンティオコス4世を王位につけ、キリキアを含む広大地域の統治を委任した。
69年にローマ皇帝となったウェスパシアヌスは、72年に再度コンマゲネを今度は属州化（その後、シリア属州へ編入）して、コンマゲネ王国としての独立の歴史に終止符が打たれた。なお、国王アンティオコス4世は72歳であったと伝わっている。
コンマゲネの王族はギリシアとイタリアに分かれて住み、碑文等でも裕福であった様子が窺える。これらは「王国の王国」として知られることとなった。アンティオコス4世の孫に当るガイウス・ユリウス・アンティオクス・ピロパップスはローマの元老院議員となり、ローマ皇帝ハドリアヌスがコンスルとなった翌年（109年）に同じくコンスルに就任した。
コンマゲネを征服したローマは代々の国王が守護していたネムルト山の墳墓を打ち捨てて、ローマ第17軍団（en）は財宝を奪い、山にあった多くの材木を収奪した。「Karakush」と名付けられた鷲（または黒鳥）の紋様を象った女性の墓碑も同様にローマ軍による略奪にあった。

## コンマゲネの支配者

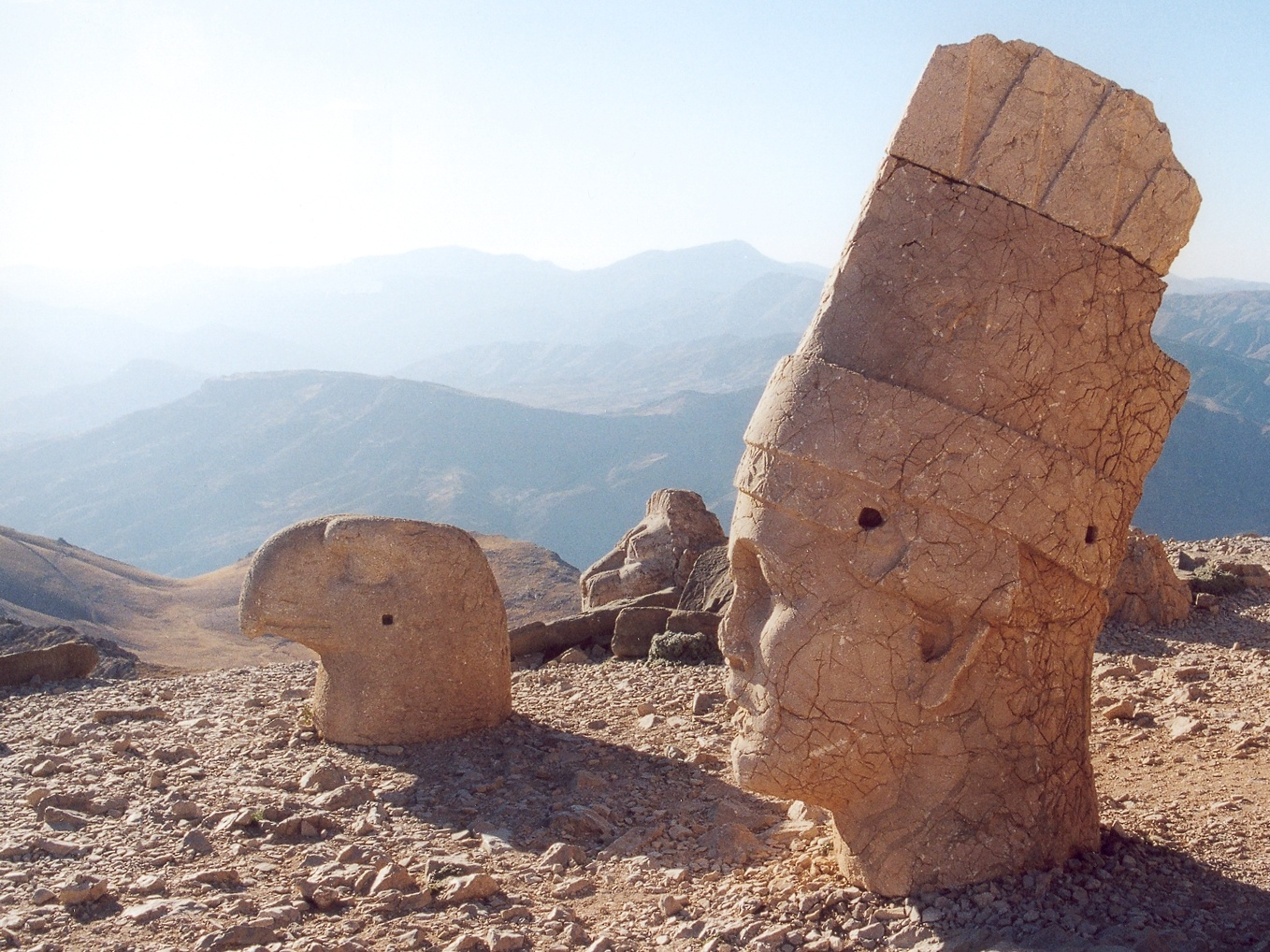
コンマゲネ王国時代の遺跡

### コンマゲネのサトラップ
- サメス (en) （紀元前290年 - 紀元前260年）
- アルサメス1世 (en) （紀元前260年 - 紀元前228年）
- クセルクセス (en) （紀元前228年 - 紀元前201年）
- プトレマエウス (en) （紀元前201年 - 紀元前163年）

### コンマゲネ国王
- プトレマエウス（紀元前163年 - 紀元前130年）
- サメス2世 (en) （紀元前130年 - 紀元前109年）
- ミトリダテス1世（紀元前109年 - 紀元前70年）
- アンティオコス1世テオス（紀元前70年 - 紀元前38年）
- ミトリダテス2世 (en) （紀元前38年 - 紀元前20年）
- ミトリダテス3世（紀元前20年 - 紀元前12年）
- アンティオコス3世（紀元前12年 - 17年）
- ローマ支配時代（17年 - 38年）
- アンティオコス4世（38年 - 72年）
  - 姉妹かつ妻ユリア・アイオータパ[1]

### コンマゲネ王族の子孫
- ガイウス・ユリウス・アンティオクス・ピロパップス (en)
- ガイウス・ユリウス・アグリッパ (en)
- ガイウス・ユリウス・アレクサンデル・ベレニキアヌス (en)
- ユリア・バルビッラ (en)
- ヨタピアヌス (en)